# ستيف مورر
ستيف مورر (بالإنجليزية: Steve Maurer)‏ هو سياسي أمريكي، ولد في 20 يوليو 1947. حزبياً، نشط في الحزب الديمقراطي.